# Омовение
Омове́ние — в некоторых религиях символическое очищение при помощи воды.

## В иудаизме
Омовение в иудаизме
- Полное омовение тела (твила в микве)
- Омовение рук и ног
- Омовение рук (нетилат ядаим)

## В христианстве
- Входит в состав христианского обряда крещения.
- Омовение ног
- Умывать руки

## В индуизме
Ритуальное омовение является частью обрядов индуизма, см. Пуджа, Абхишека.

## В буддизме
- Цукубаи

## В исламе
В исламе ритуальное омовение предшествует молитве и следует за запретным деянием. Различают 2 вида омовения:
- Вуду — омовение лица, рук и ступней.
- Гусл — полное омовение.

## Всинтоизме
- Мисоги[англ.] — японская синтоистская практика ритуального очищения посредством омовения всего тела[1].